# Indrapura (Air Putih)
Indrapura is een bestuurslaag in het regentschap Batu Bara van de provincie Noord-Sumatra, Indonesië. Indrapura telt 5409 inwoners (volkstelling 2010).